# Scando-Slavica
Scando-Slavica är en referentgranskad akademisk tidskrift utgiven av Nordiska slavistförbundet. Dess huvudsakliga innehåll är artiklar om de slaviska folkens språk och litteratur. Artiklarna är, med få undantag, skrivna på engelska eller ryska. Tidskriften grundades 1954, och dess förste huvudredaktör var Adolf Stender-Petersen. Senare huvudredaktörer har varit Gunnar Jacobsson, Erik Egeberg(no) (1991–2000), Barbara Lönnqvist (2001–2004), Jens Nørgård-Sørensen (2005–2015), Per Ambrosiani (2015–2022), fr.o.m. augusti 2022 är Susanna Witt huvudredaktör. Scando-Slavica utkommer fr.o.m. volym 56 (2010) med två nummer per år. Tidskriften indexeras bland annat i Emerging Sources Citation Index och Scopus.
Utgivaren Nordiska slavistförbundet är en paraplyorganisation för tre nationella slavistförbund: Finska slavistkretsen, Norsk slavistforbund och Svenska slavistförbundet. Nordiska slavistförbundets huvudsakliga uppgift är att utge tidskriften Scando-Slavica samt att vart tredje år anordna ett nordiskt slavistmöte, en stor konferens där såväl nordiska som utomnordiska slavister och baltologer deltar. Det senaste mötet – det 22:a i ordningen – avhölls i Oslo i augusti 2022.